# Candida albicans

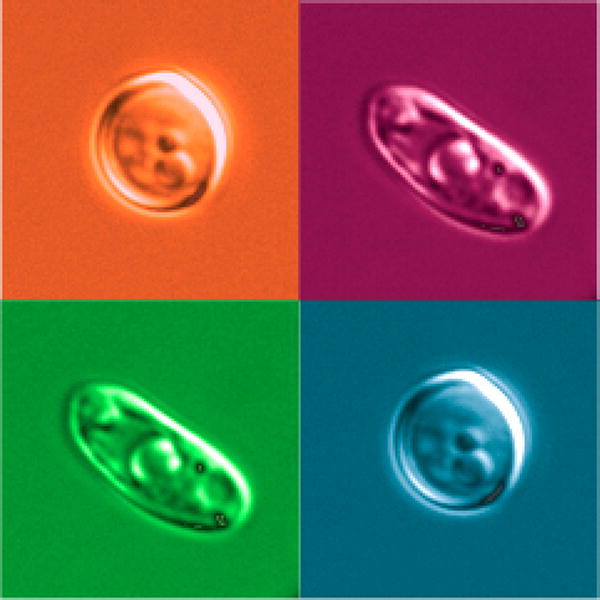

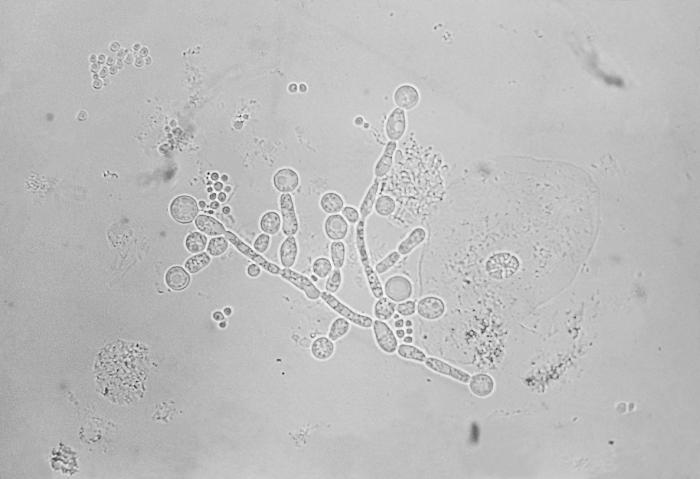
chlamydosporen

Candida albicans is een gist die leeft in het maag-darmstelsel en het urogenitaal stelsel. Het leeft daar als een zogenaamde commensaal en berokkent gewoonlijk geen schade.
Onder bepaalde omstandigheden, met name diegene waarbij het natuurlijke afweersysteem het laat afweten, zoals bij aids, te lange of overmatige inname van antibiotica of een andere ernstige ziekte, gaat deze gist soms overgroeien en is er sprake van candidiasis. Het kan dan last veroorzaken in de mond of op de huid, maar ook ter hoogte van de genitalia. Candida albicans kan bij vrouwen zo leiden tot witte vloed, een vaginale candidainfectie. Bestrijding van Candida albicans is dan gewenst.
|  |
|  |
|  |